# نادي قطر
نادي قطر الرياضي أحد أندية قطر يلعب في دوري المحترفين القطري أو دوري نجوم قطر تأسس في عام 1961 تحت مسمى نادي الاستقلال، وكان أحد أقوى الفرق حيث فاز بأول دوري رسمي لكرة القدم بموسم 73/72 ويعتبر نادي قطر من أقوى الفرق في دوري الدرجة الأولى، يرأسه الشيخ حمد بن سحيم آل ثاني، يملك النادي صرح رياضي في منطقة الدفنة يتسع لنحو 15,000 متفرج، أول فوز حققه نادي قطر في أول تطبيق لنظام الدوري الممتاز ودوري الدرجة الأولى كان في الموسم الرياضي 1971/1970 بواسطة اللاعب / خالد إبراهيم الرميحي وذلك في أول مباراة تجمعه مع نادي الوكرة على ملعب إستاد الدوحة الرياضي. ويلقب بالملك.

الشعار السابق

## تشكيلة الفريق
ملاحظة: تشير الأعلام إلى المنتخب بحسب قواعد الأهلية المعتمدة من قبل الفيفا؛ تنطبق بعض الاستثناءات المحدودة. وقد يحمل اللاعبون أكثر من جنسية لا تعترف بها الفيفا.
| الرقم | البلد       | المركز | اللاعب                                  |
| ----- | ----------- | ------ | --------------------------------------- |
| 1     | قطر         | حارس   | يوسف أحمد U21                           |
| 2     | قطر         | مدافع  | ناصر بير                                |
| 5     | الكاميرون   | وسط    | راؤول دانزابي                           |
| 6     | دولة فلسطين | وسط    | جابر عطا                                |
| 7     | هولندا      | وسط    | محمد التعبوني (معار من النادي العربي)   |
| 8     | قطر         | وسط    | عمر العمادي                             |
| 9     | مصر         | مهاجم  | أحمد عبد القادر (معار من الأهلي المصري) |
| 10    | البرازيل    | وسط    | كارلينهوس (معار من نادي بورتيمونينسي)   |
| 11    | قطر         | وسط    | علي بوجلوف                              |
| 13    | المغرب      | مدافع  | بدر بانون                               |
| 14    | قطر         | وسط    | معتز البسطامي                           |
| 15    | قطر         | مدافع  | عبد الله المفتاح                        |
| 16    | قطر         | وسط    | عبد الرحمن الكربي                       |
| 17    | قطر         | مدافع  | خالد محمودي                             |
| 18    | قطر         | مدافع  | علي مال الله                            |
| 20    | قطر         | مدافع  | عيسى بلنك                               |

| الرقم | البلد                       | المركز | اللاعب              |
| ----- | --------------------------- | ------ | ------------------- |
| 21    | قطر                         | مهاجم  | جاسم الجلابي        |
| 22    | قطر                         | مدافع  | دياب طه             |
| 23    | قطر                         | مهاجم  | سباستيان سوريا      |
| 24    | قطر                         | مهاجم  | عبد العزيز الأنصاري |
| 26    | قطر                         | وسط    | محمد زيدان          |
| 27    | قطر                         | وسط    | يوسف محمد           |
| 28    | جمهورية الكونغو الديمقراطية | مهاجم  | بين مالونغو         |
| 29    | قطر                         | وسط    | علي العجيلي U21     |
| 31    | قطر                         | حارس   | معتصم البسطامي      |
| 32    | قطر                         | مدافع  | إبراهيم ماجد        |
| 33    | قطر                         | حارس   | عدنان صالح U21      |
| 71    | قطر                         | وسط    | عبد الرحمن محسن U21 |
| 74    | قطر                         | حارس   | ساطع عبد الناصر     |
| 88    | إسبانيا                     | مدافع  | خافي مارتينيز       |
| 99    | قطر                         | وسط    | إلياس براميل        |

### لاعبون غير مسجلين
ملاحظة: تشير الأعلام إلى المنتخب بحسب قواعد الأهلية المعتمدة من قبل الفيفا؛ تنطبق بعض الاستثناءات المحدودة. وقد يحمل اللاعبون أكثر من جنسية لا تعترف بها الفيفا.
| الرقم | البلد | المركز | اللاعب       |
| ----- | ----- | ------ | ------------ |
| 91    | قطر   | مدافع  | طلال الرئيسي |

| الرقم | البلد | المركز | اللاعب       |
| ----- | ----- | ------ | ------------ |
| --    | قطر   | وسط    | أحمد الخويلد |

### المعارون
ملاحظة: تشير الأعلام إلى المنتخب بحسب قواعد الأهلية المعتمدة من قبل الفيفا؛ تنطبق بعض الاستثناءات المحدودة. وقد يحمل اللاعبون أكثر من جنسية لا تعترف بها الفيفا.
| الرقم | البلد | المركز | اللاعب                               |
| ----- | ----- | ------ | ------------------------------------ |
| --    | قطر   | مدافع  | بهاء الليثي (معار إلى النادي الأهلي) |

## أبرز اللاعبين في تاريخ الفريق
- رابح ماجر
- ناصر بويش
- أحمد الدوخي
- علي بن عربية
- فابريس اكوا
- كلاوديو كانيجيا
- فرانسيسكو ليما
- بيل تشاتو
- كريستوف دوغاري
- مارسيل دوسايي
- علي كريمي
- رزاق فرحان
- مامادو ديالو
- جاي جاي أوكوشا
- عماد الحوسني
- سباستيان سوريا
- تيسير الجاسم
- صامويل ايتو
- رفيق حليش
- جاسم عادل الهيل
- عوض حسن بوجلوف
- عبد العزيز حسن بوجلوف
- بدر بانون